# Малвату
Малвату (синг. මල්වතු ඔය; там. அருவி ஆறு) — вторая по длине и площади бассейна река в Шри-Ланке. Длина 164 км, по другим данным — 162 км. Площадь водосборного бассейна — 3284 км². Расход колеблется от 200 до 734 м²/с.
Берёт начало в Северо-Центральной провинции Шри-Ланки и впадает в море на северо-западном побережье, в залив Маннар, недалеко от Ванкалаи. Это сезонная река, протянувшаяся более чем на 164 километра через рисовые поля и лесные угодья, которые жители используют для возделывания земли.
Среднегодовое количество осадков в бассейне составляет 1223 мм. Горный массив Ритигала, состоящий из четырех основных вершин (самая высокая из которых достигает высоты более 900 м), в верховьях реки служит основным водосбором.

## Притоки

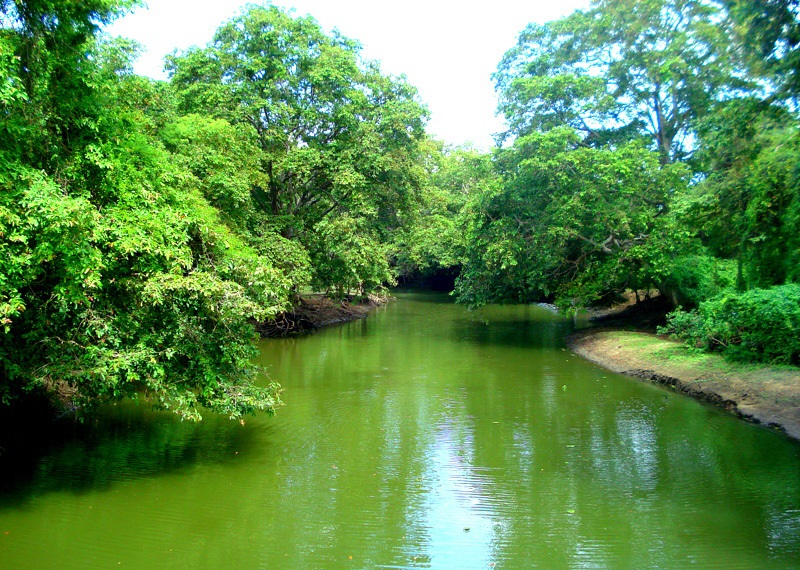
Река Малвату в Северо-Центральной провинции Шри-Ланки

- Канадара
- Маминийя
- Кадахату
- Кал-Ару
- Наривили-Ару